# Xanthoparmelia aridella
Xanthoparmelia aridella är en lavart som beskrevs av Elix. Xanthoparmelia aridella ingår i släktet Xanthoparmelia och familjen Parmeliaceae.   Inga underarter finns listade i Catalogue of Life.